# Associazione Calcio Fiorentina 1966-1967
Questa voce raccoglie le informazioni riguardanti l'Associazione Calcio Fiorentina nelle competizioni ufficiali della stagione 1966-1967.

## Stagione
La squadra viola ancora affidata a Giuseppe Chiappella. Il campionato 1966-67 finisce con il quinto posto finale con 43 punti. Quella attuale è una stagione poco felice per la Fiorentina e per Firenze, è l'ultima stagione con la casacca viola per Hamrin dopo 10 anni dal suo arrivo a Firenze. Lo svedese lascia un'eredità di 208 reti in partite ufficiali. In questa ultima stagione ne realizza 16 in campionato e 6 nella Coppa Mitropa.
Ma l'insulto più doloroso che la città deve sopportare è la disastrosa alluvione del 4 novembre 1966, con l'Arno in piena che sommerge la città e in particolare il centro storico, portando morte e distruzione.

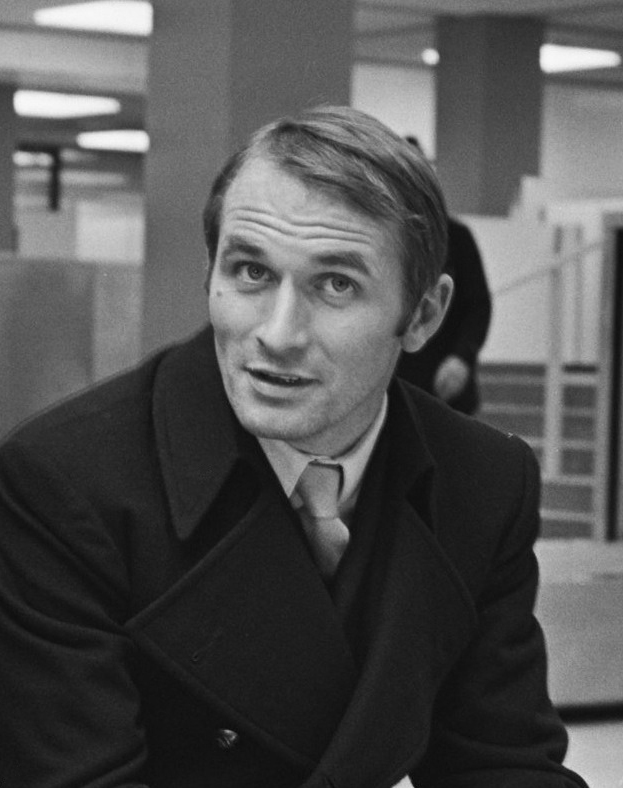
Kurt Hamrin siglò in questa stagione le ultime 16 delle sue 208 reti in maglia viola, che ne fanno tuttora il marcatore assoluto del club.

Un altro giovane giocatore viola, destinato a vestire per molto tempo la maglia gigliata, viene lanciato dal fiorente settore giovanile, si tratta del napoletano Salvatore Esposito che gioca una decina di incontri di campionato.
La strada della Fiorentina in Coppa Italia inizia e si ferma ai quarti di finale, sconfitta a Milano dall'Inter (1-0), mentre in Europa la Viola viene eliminata nei sedicesimi in Coppa delle Coppe dai magiari del Győri ETO, partecipando poi alla Mitropa Cup con un discreto percorso, arrivando fino alla semifinale.

## Divise
| Casa | Trasferta |

## Rosa
| N. |                   | Ruolo | Calciatore       |
| -- | ----------------- | ----- | ---------------- |
|    | Italia (bandiera) | P     | Enrico Albertosi |
|    | Italia (bandiera) | P     | Lamberto Boranga |
|    | Italia (bandiera) | D     | Giuseppe Brizi   |
|    | Italia (bandiera) | D     | Marcello Diomedi |
|    | Italia (bandiera) | D     | Ugo Ferrante     |
|    | Italia (bandiera) | D     | Bernardo Rogora  |
|    | Italia (bandiera) | D     | Giampiero Vitali |
|    | Italia (bandiera) | C     | Mario Bertini    |
|    | Italia (bandiera) | C     | Mario Brugnera   |

| N. |                   | Ruolo | Calciatore               |
| -- | ----------------- | ----- | ------------------------ |
|    | Italia (bandiera) | C     | Giancarlo De Sisti       |
|    | Italia (bandiera) | C     | Salvatore Esposito       |
|    | Italia (bandiera) | C     | Piero Lenzi              |
|    | Italia (bandiera) | C     | Claudio Merlo            |
|    | Italia (bandiera) | C     | Giovan Battista Pirovano |
|    | Italia (bandiera) | A     | Luciano Chiarugi         |
|    | Italia (bandiera) | A     | Giuseppe Cosma           |
|    | Svezia (bandiera) | A     | Kurt Hamrin              |
|    | Italia (bandiera) | A     | Marzio Magli             |

## Risultati

### Serie A

#### Girone di andata
| Arbitro: | Bernardis (Firenze) |

|                                                |           |          |
| Hamrin 58’, 62’, 80’ Chiarugi 76’ Brugnera 88’ | Marcatori | 66’ Mari |

| Brescia 25 settembre 1966 2ª giornata | Brescia           | 0 – 0 | Fiorentina | Stadio Mario Rigamonti\| Arbitro: \| Angonese (Mestre) \| |
| Arbitro:                              | Angonese (Mestre) |       |            |                                                           |

| Arbitro: | Lo Bello (Siracusa) |

|            |           |                            |
| Hamrin 77’ | Marcatori | 43’ Salvadore 85’ De Paoli |

| Arbitro: | Pieroni (Roma) |

|                             |           |                                                        |
| Mencacci 65’ F. Mazzola 77’ | Marcatori | 1’, 60’ Merlo 17’ Brugnera 26’ Bertini 71’, 84’ Hamrin |

| Firenze 16 ottobre 1966 5ª giornata | Fiorentina        | 0 – 0 | Mantova | Stadio Comunale\| Arbitro: \| Vacchini (Milano) \| |
| Arbitro:                            | Vacchini (Milano) |       |         |                                                    |

| Arbitro: | Righi (Milano) |

|                |           |  |
| Boninsegna 49’ | Marcatori |  |

| Arbitro: | Marengo (Chiavari) |

|                        |           |  |
| Brugnera 13’, 50’, 61’ | Marcatori |  |

| Arbitro: | Motta (Monza) |

|                |           |                           |
| Traspedini 75’ | Marcatori | 62’ Chiarugi 78’ De Sisti |

| Arbitro: | De Marchi (Pordenone) |

|                  |           |             |
| Brizi 28’ (aut.) | Marcatori | 7’ Brugnera |

| Arbitro: | Francescon (Padova) |

|  |           |                         |
|  | Marcatori | 20’ Hamrin 45’ Brugnera |

| Arbitro: | D'Agostini (Roma) |

|                                  |           |  |
| Tettamanti 44’ (aut.) Hamrin 87’ | Marcatori |  |

| Arbitro: | Angonese (Mestre) |

|                         |           |                         |
| Facchin 3’ Moschino 37’ | Marcatori | 26’ De Sisti 65’ Hamrin |

| Arbitro: | Motta (Monza) |

|                   |           |                         |
| Dell'Omodarme 67’ | Marcatori | 40’ De Sisti 80’ Hamrin |

| Arbitro: | Genel (Trieste) |

|            |           |             |
| Hamrin 60’ | Marcatori | 51’ Orlando |

| Bergamo 8 gennaio 1967 15ª giornata | Atalanta         | 0 – 0 | Fiorentina | Stadio Comunale\| Arbitro: \| Gonella (Torino) \| |
| Arbitro:                            | Gonella (Torino) |       |            |                                                   |

| Arbitro: | Francescon (Padova) |

|              |           |                        |
| Brugnera 40’ | Marcatori | 41’ Bedin 64’ Guarneri |

| Arbitro: | Bernardis (Trieste) |

|                          |           |                         |
| Brugnera 10’ Bertini 53’ | Marcatori | 43’ Carpenetti 74’ Enzo |

#### Girone di ritorno
| Roma 29 gennaio 1967 18ª giornata | Lazio             | 0 – 0 | Fiorentina | Stadio Olimpico\| Arbitro: \| Angonese (Mestre) \| |
| Arbitro:                          | Angonese (Mestre) |       |            |                                                    |

| Arbitro: | Marengo (Chiavari) |

|                                                               |           |                   |
| Brugnera 25’, 45’ Hamrin 59’, 86’, 90’ Pirovano 67’ Cosma 77’ | Marcatori | 72’ (rig.) Mazzia |

| Arbitro: | Pieroni (Roma) |

|                                             |           |             |
| Del Sol 7’ Menichelli 34’, 90’ De Paoli 54’ | Marcatori | 80’ Bertini |

| Arbitro: | Picasso (Chiavari) |

|                                |           |  |
| Mancin 29’ (aut.) Brugnera 56’ | Marcatori |  |

| Mantova 26 febbraio 1967 22ª giornata | Mantova             | 0 – 0 | Fiorentina | Stadio Danilo Martelli\| Arbitro: \| Lo Bello (Siracusa) \| |
| Arbitro:                              | Lo Bello (Siracusa) |       |            |                                                             |

| Arbitro: | Motta (Monza) |

|            |           |  |
| Hamrin 81’ | Marcatori |  |

| Arbitro: | Carminati (Milano) |

|                                   |           |              |
| Maraschi 30’, 39’ Gori 57’ (rig.) | Marcatori | 13’ Brugnera |

| Arbitro: | Marchiori (Padova) |

|  |           |                |
|  | Marcatori | 40’ Traspedini |

| Arbitro: | Angonese (Mestre) |

|          |           |             |
| Cosma 7’ | Marcatori | 26’ Nielsen |

| Arbitro: | Sbardella (Roma) |

|              |           |  |
| De Sisti 34’ | Marcatori |  |

| Arbitro: | Vitullo (Roma) |

|  |           |                                    |
|  | Marcatori | 57’ Cosma 63’ Bertini 80’ De Sisti |

| Arbitro: | Sbardella (Roma) |

|              |           |  |
| De Sisti 53’ | Marcatori |  |

| Firenze 30 aprile 1967 30ª giornata | Fiorentina                   | 0 – 0 | SPAL | Stadio Comunale\| Arbitro: \| De Robbio (Torre Annunziata) \| |
| Arbitro:                            | De Robbio (Torre Annunziata) |       |      |                                                               |

| Arbitro: | Marengo (Chiavari) |

|                     |           |                                 |
| Altafini 27’ (rig.) | Marcatori | 44’ (rig.) Bertini 64’ Ferrante |

| Arbitro: | Picasso (Chiavari) |

|           |           |             |
| Hamrin 7’ | Marcatori | 88’ Salvori |

| Arbitro: | D'Agostini (Roma) |

|                       |           |                     |
| Domenghini 72’ (rig.) | Marcatori | 69’ (aut.) Burgnich |

| Arbitro: | Vacchini (Milano) |

|  |           |             |
|  | Marcatori | 32’ Bertini |

### Coppa Italia
| Arbitro: | Bernardis (Trieste) |

|                |           |  |
| S. Mazzola 60’ | Marcatori |  |

### Coppa delle Coppe
| Arbitro: | Schulemburg |

|              |           |  |
| Chiarugi 61’ | Marcatori |  |

| Arbitro: | Mayer |

|                                        |           |                          |
| Stolez 10’, 59’ Varsanyi 37’ Orbán 85’ | Marcatori | 20’ Bertini 31’ De Sisti |

### Coppa Mitropa
| Arbitro: | Gere |

|                                                         |           |                                   |
| Nemec 21’, 37’ (rig.) Weidinger 66’ Ferrante 85’ (aut.) | Marcatori | 24’ Brugnera 29’ Cosma 78’ Hamrin |

| Arbitro: | Galba |

|                      |           |           |
| Hamrin 13’, 45’, 80’ | Marcatori | 62’ Marik |

| Arbitro: | Wlachojanis |

|          |           |            |
| Szabó 9’ | Marcatori | 15’ Hamrin |

| Arbitro: | Strmečki |

|            |           |  |
| Hamrin 15’ | Marcatori |  |

| Arbitro: | Emsberger |

|                       |           |  |
| Adamec 31’ Farkas 87’ | Marcatori |  |

| Arbitro: | Babauczek |

|                     |           |            |
| Cosma 70’ Merlo 73’ | Marcatori | 59’ Adamec |

## Statistiche

### Statistiche di squadra
| Competizione      | Punti | In casa | In casa | In casa | In casa | In casa | In casa | In trasferta | In trasferta | In trasferta | In trasferta | In trasferta | In trasferta | Totale | Totale | Totale | Totale | Totale | Totale | DR  |
| Competizione      | Punti | G       | V       | N       | P       | Gf      | Gs      | G            | V            | N            | P            | Gf           | Gs           | G      | V      | N      | P      | Gf     | Gs     | DR  |
| ----------------- | ----- | ------- | ------- | ------- | ------- | ------- | ------- | ------------ | ------------ | ------------ | ------------ | ------------ | ------------ | ------ | ------ | ------ | ------ | ------ | ------ | --- |
| Serie A           | 43    | 17      | 8       | 6       | 3       | 29      | 12      | 17           | 7            | 7            | 3            | 24           | 17           | 34     | 15     | 13     | 6      | 53     | 29     | +24 |
| Coppa Italia      |       | -       | -       | -       | -       | -       | -       | 1            | 0            | 0            | 1            | 0            | 1            | 1      | 0      | 0      | 1      | 0      | 1      | -1  |
| Coppa delle Coppe |       | 1       | 1       | 0       | 0       | 1       | 0       | 1            | 0            | 0            | 1            | 2            | 4            | 2      | 1      | 0      | 1      | 3      | 4      | -1  |
| Coppa Mitropa     |       | 3       | 3       | 0       | 0       | 6       | 2       | 3            | 0            | 1            | 2            | 4            | 7            | 6      | 3      | 1      | 2      | 10     | 9      | +1  |
| Totale            |       | 21      | 12      | 6       | 3       | 36      | 14      | 22           | 7            | 8            | 7            | 30           | 29           | 43     | 19     | 14     | 10     | 66     | 43     | +23 |

### Statistiche dei giocatori
Sono da considerare 3 autogol a favore dei viola in campionato.
| Giocatore     | Serie A  | Serie A | Coppa Italia | Coppa Italia | Coppa delle Coppe | Coppa delle Coppe | Coppa Mitropa | Coppa Mitropa | Totale   | Totale |
| Giocatore     | Presenze | Reti    | Presenze     | Reti         | Presenze          | Reti              | Presenze      | Reti          | Presenze | Reti   |
| ------------- | -------- | ------- | ------------ | ------------ | ----------------- | ----------------- | ------------- | ------------- | -------- | ------ |
| E. Albertosi  | 30       | -21     | 1            | -1           | 2                 | -4                | 6             | -8            | 39       | -34    |
| M. Bertini    | 34       | 6       | 1            | 0            | 2                 | 1                 | 6             | 0             | 43       | 7      |
| L. Boranga    | 6        | -8      | 0            | -0           | 0                 | -0                | 0             | -0            | 6        | -8     |
| G. Brizi      | 24       | 0       | 1            | 0            | 0                 | 0                 | 5             | 0             | 30       | 0      |
| M. Brugnera   | 32       | 13      | 1            | 0            | 2                 | 0                 | 4             | 1             | 39       | 14     |
| L. Chiarugi   | 25       | 2       | 1            | 0            | 2                 | 1                 | 2             | 0             | 30       | 3      |
| G. Cosma      | 10       | 3       | 1            | 0            | 0                 | 0                 | 4             | 2             | 15       | 5      |
| G. De Sisti   | 30       | 6       | 1            | 0            | 2                 | 1                 | 4             | 0             | 37       | 7      |
| M. Diomedi    | 18       | 0       | 0            | 0            | 0                 | 0                 | 3             | 0             | 21       | 0      |
| S. Esposito   | 10       | 0       | 0            | 0            | 0                 | 0                 | 4             | 0             | 14       | 0      |
| U. Ferrante   | 33       | 1       | 1            | 0            | 2                 | 0                 | 6             | 0             | 42       | 1      |
| K. Hamrin     | 32       | 16      | 1            | 0            | 2                 | 0                 | 6             | 6             | 41       | 22     |
| P. Lenzi      | 8        | 0       | 0            | 0            | 2                 | 0                 | 2             | 0             | 12       | 0      |
| M. Magli      | 1        | 0       | 0            | 0            | 0                 | 0                 | 0             | 0             | 1        | 0      |
| C. Merlo      | 28       | 2       | 1            | 0            | 2                 | 0                 | 4             | 1             | 35       | 3      |
| G.B. Pirovano | 21       | 1       | 1            | 0            | 0                 | 0                 | 5             | 0             | 27       | 1      |
| G. Rogora     | 17       | 0       | 1            | 0            | 2                 | 0                 | 4             | 0             | 24       | 0      |
| G. Vitali     | 17       | 0       | 0            | 0            | 2                 | 0                 | 1             | 0             | 20       | 0      |